# Astra Planeta
Na mitologia grega , os Astra Planeta (em grego: Αστρα Πλανετοι, - "estrelas errantes', ou seja, planetas), eram os deuses das cinco estrelas errantes, filhos de Eos e Astreu e irmãos dos Anemoi (deuses do vento). Eles foram nomeados Estilbo (o planeta Mercúrio), Eósforo ou Hespero (o planeta Vênus), Piroente (o planeta Marte), Faetonte (o planeta Júpiter) e Fenonte (o planeta Saturno).